# 275e régiment d'artillerie automotrice
Pour les articles homonymes, voir 275e régiment.
Le 275e régiment d'artillerie automotrice (en russe : 275-й самоходный артиллерийский полк, abrégé 275 сап), de son nom complet le 275e régiment d'artillerie automotrice « Tarnopolski » des ordres du Drapeau rouge, de Souvorov et de Koutouzov (en russe : 275-й самоходный артиллерийский Тарнопольский Краснознамённый, ордена Суворова и Кутузова полк), est une unité des troupes de missiles et d'artillerie de l'armée de terre russe (n° d'unité 73941).
Le régiment fait partie de la 4e division de chars de la Garde de la 1re armée de chars de la Garde du district militaire ouest, basée dans la ville de Naro-Fominsk, dans l'oblast de Moscou.

## Historique
Son historique remonte à la création le 1er mars 1943 du 264e régiment de mortiers de l'Armée rouge ouvrière et paysanne.
Le 5 avril 1943, le régiment est réorganisé sous l'état-major n°08/183. Le 12 avril, le régiment reçoit 40 véhicules Willis, 4 ZIS-5 et 26 GAZ-AA. Le 6 mai 1943, le régiment est intégré au 4e corps de chars de la Garde après avoir déchargé du matériel et du personnel à la gare de Kastornaïa dans la région de Voronej (aujourd'hui dans l'oblast de Koursk).
Depuis le 28 août 1945, le régiment est stationné à Naro-Fominsk. La même année, il est réorganisé en 275e régiment d'artillerie au sein de la 4e division de chars de la Garde du district militaire de Moscou.
En 1991, le régiment est armé de 24 canons automoteurs 2S3 Akatsia et 12 MLRS BM-21 Grad.
En 2018, deux bataillons totalisant 36 2S19 Msta-S et un bataillon totalisant 18 Tornado-G sont subordonnés au régiment.
Le régiment participe à l'invasion russe de l'Ukraine à partir de février 2022.